# Campeonato Ecuatoriano de Fútbol Serie B 2011
El Campeonato Ecuatoriano de Fútbol Serie B 2011, llamado comercialmente como «Copa Credife Serie B 2011», fue un torneo de fútbol organizado por la Federación Ecuatoriana de Fútbol. Se jugó entre el 27 de febrero y el 27 de noviembre. Consistió en dos etapas de 22 partidos de ida y vuelta, todos contra todos. Al final los dos clubes con mayor puntaje, en la sumatoria de las dos etapas del torneo, ascendieron automáticamente a la Serie A de la temporada 2012. Mientras que, los dos equipos con menor puntaje, perdieron automáticamente la categoría y jugaron en Segunda Categoría en la temporada 2012.

## Equipos participantes
Fueron 12 equipos en total afiliados a la FEF, participaron en el torneo. Los clubes que jugaron el campeonato 2011 fueron los 8 mejores equipos que disputaron el torneo de Serie B de 2010 y se complementó la lista con los 2 mejores equipos del torneo de Segunda Categoría de 2010, el Valle del Chota y el Deportivo Quevedo. La nómina se completó con los equipos descendidos de la Serie A 2010, Macará de Ambato y la Universidad Católica de Quito.
En términos geográficos, 6 clubes pertenecen a la región litoral (costa), mientras que los restantes 6 tienen sus sedes en provincias de la región interandina (sierra). Con lo que respecta a las grandes ciudades, en Guayaquil se encuentran 2 equipos, en Quito se localiza 1 equipo, la Universidad Católica, mientras que Cuenca no cuenta con ninguno. Además, hay seis ciudades con un solo equipo las cuales son: la ciudad de Machala como sede del Atlético Audaz, Portoviejo como sede de la Liga de Portoviejo, Quevedo como sede del Deportivo Quevedo, Ambato como sede del Macará y el Técnico Universitario, Ibarra como sede del Valle del Chota, y Latacunga como sede de la Universidad Técnica de Cotopaxi.
| Equipos participantes           | Equipos participantes | Equipos participantes         |
| ------------------------------- | --------------------- | ----------------------------- |
|                                 |                       |                               |
| Equipo                          | Ciudad                | Estadio                       |
| Atlético Audaz                  | Machala               | Estadio 9 de Mayo             |
| Deportivo Azogues               | Azogues               | Estadio Jorge Andrade Cantos  |
| Deportivo Quevedo               | Quevedo               | Estadio 7 de Octubre          |
| Grecia                          | Chone                 | Estadio Los Chonanas          |
| Liga de Portoviejo              | Portoviejo            | Estadio Reales Tamarindos     |
| Macará                          | Ambato                | Estadio Bellavista            |
| River Plate Ecuador             | Guayaquil             | Estadio La Fortaleza          |
| Rocafuerte Fútbol Club          | Guayaquil             | Estadio Alejandro Ponce Noboa |
| Técnico Universitario           | Ambato                | Estadio Bellavista            |
| Universidad Técnica de Cotopaxi | Latacunga             | Estadio La Cocha              |
| Universidad Católica            | Quito                 | Estadio Olímpico Atahualpa    |
| Valle del Chota                 | Ibarra                | Estadio Olímpico de Ibarra    |

## Equipos por provincia
| Provincia  | N.º | Equipos                                |
| ---------- | --- | -------------------------------------- |
| Guayas     | 2   | Rocafuerte F. C. y River Plate Ecuador |
| Manabí     | 2   | Liga de Portoviejo y Grecia            |
| Tungurahua | 2   | Macará y Técnico Universitario         |
| Cañar      | 1   | Deportivo Azogues                      |
| Cotopaxi   | 1   | Universidad Técnica de Cotopaxi        |
| El Oro     | 1   | Atlético Audaz                         |
| Imbabura   | 1   | Valle del Chota                        |
| Los Ríos   | 1   | Deportivo Quevedo                      |
| Pichincha  | 1   | Universidad Católica                   |

## Datos de los clubes
| Equipo | Equipo                          | Entrenador           | Entrenador              | Ciudad     | Estadio               | Capacidad | Marca           | Patrocinador                                        |
| ------ | ------------------------------- | -------------------- | ----------------------- | ---------- | --------------------- | --------- | --------------- | --------------------------------------------------- |
|        | Atlético Audaz                  | Bandera de Ecuador   | Marcos Villarroel       | Machala    | 9 de Mayo             | 18.500    | Astro           | Hillary Ostrich Farm                                |
|        | Deportivo Azogues               | Bandera de Ecuador   | Renato Salas            | Azogues    | Jorge Andrade Cantos  | 15.000    | Wilson          |                                                     |
|        | Deportivo Quevedo               | Bandera de Paraguay  | Raúl Duarte             | Quevedo    | 7 de Octubre          | 16.000    | Spric           | Prefectura de Los Ríos                              |
|        | Grecia                          | Bandera de Ecuador   | Ricardo Alcívar         | Chone      | Los Chonanas          | 3.000     | Spric           |                                                     |
|        | Liga de Portoviejo              | Bandera de Ecuador   | John Paucar             | Portoviejo | Reales Tamarindos     | 18.000    | Spric           | Repuestos PC                                        |
|        | Macará                          | Bandera de Ecuador   | Homero Mistral Valencia | Ambato     | Bellavista            | 20.000    | Marathon Sports | Cooperativa de Ahorro y Crédito San Francisco Ltda. |
|        | River Plate Ecuador             | Bandera de Ecuador   | Kléber Fajardo          | Guayaquil  | La Fortaleza          | 1.700     | Astro           | Tesalia                                             |
|        | Rocafuerte                      | Bandera de Ecuador   | Humberto Pizarro        | Guayaquil  | Alejandro Ponce Noboa | 3.500     | Spric           | Holcim                                              |
|        | Técnico Universitario           | Bandera de Argentina | Fabián Bustos           | Ambato     | Bellavista            | 20.000    | Astro           | Cooperativa de Ahorro y Crédito San Francisco Ltda. |
|        | Universidad Técnica de Cotopaxi | Bandera de Brasil    | Alcides de Oliveira     | Latacunga  | La Cocha              | 15.000    | Spric           |                                                     |
|        | Universidad Católica            | Bandera de Argentina | Jorge Célico            | Quito      | Olímpico Atahualpa    | 40.948    | Wilson          | Banco Pichincha                                     |
|        | Valle del Chota                 | Bandera de Ecuador   | Pedro Delgado           | Ibarra     | Olímpico              | 18.600    | Marathon Sports | Cooperativa de Ahorro y Crédito Mushuc Runa         |

## Resultados

### Primera etapa

#### Clasificación
| Pos | Equipo                | Pts | PJ | G  | E | P  | GF | GC | DIF |
| --- | --------------------- | --- | -- | -- | - | -- | -- | -- | --- |
| 1   | Técnico Universitario | 54  | 22 | 17 | 3 | 2  | 39 | 16 | +23 |
| 2   | Universidad Católica  | 37  | 22 | 11 | 4 | 7  | 37 | 24 | +13 |
| 3   | Rocafuerte            | 36  | 22 | 10 | 6 | 6  | 34 | 25 | +9  |
| 4   | Macará                | 35  | 22 | 9  | 8 | 5  | 36 | 24 | +12 |
| 5   | River Plate Ecuador   | 35  | 22 | 10 | 5 | 7  | 33 | 21 | +12 |
| 6   | Valle del Chota       | 35  | 22 | 10 | 5 | 7  | 27 | 26 | +1  |
| 7   | Deportivo Quevedo     | 23  | 22 | 6  | 5 | 11 | 31 | 33 | −2  |
| 8   | Deportivo Azogues     | 23  | 22 | 6  | 5 | 11 | 30 | 26 | −6  |
| 9   | Grecia                | 23  | 22 | 6  | 5 | 11 | 21 | 39 | −18 |
| 10  | Atlético Audaz        | 21  | 22 | 5  | 6 | 11 | 28 | 40 | −12 |
| 11  | Liga de Portoviejo    | 21  | 22 | 5  | 6 | 11 | 27 | 39 | −12 |
| 12  | UTC                   | 20  | 22 | 4  | 8 | 10 | 21 | 41 | −20 |

## Resultados

### Tabla acumulada
| Pos. | Equipo                    | Pts. | PJ | PG | PE | PP | GF | GC | Dif. |
| ---- | ------------------------- | ---- | -- | -- | -- | -- | -- | -- | ---- |
| 1.º  | Técnico Universitario (C) | 87   | 42 | 26 | 9  | 7  | 69 | 30 | 39   |
| 2.º  | Macará                    | 76   | 42 | 21 | 13 | 8  | 72 | 37 | 35   |
| 3.º  | Universidad Católica      | 72   | 42 | 21 | 9  | 12 | 67 | 46 | 21   |
| 4.º  | River Plate Ecuador       | 62   | 42 | 16 | 14 | 12 | 71 | 46 | 25   |
| 5.º  | Rocafuerte                | 56   | 42 | 14 | 14 | 14 | 51 | 44 | 7    |
| 6.º  | Valle del Chota           | 53   | 42 | 14 | 11 | 17 | 58 | 57 | 1    |
| 7.º  | Deportivo Quevedo         | 51   | 42 | 14 | 9  | 19 | 55 | 67 | −12  |
| 8.º  | UTC                       | 50   | 42 | 12 | 14 | 16 | 52 | 67 | −15  |
| 9.º  | Deportivo Azogues         | 49   | 42 | 13 | 10 | 19 | 53 | 69 | −16  |
| 10.º | Grecia                    | 48   | 42 | 13 | 9  | 20 | 40 | 70 | −30  |
| 11.º | Liga de Portoviejo        | 44   | 42 | 11 | 11 | 20 | 48 | 69 | −21  |
| 12.º | Atlético Audaz            | 41   | 42 | 10 | 11 | 21 | 51 | 85 | −34  |

|  | Ascendidos directamente a la Serie A. |
|  | Descendidos a la Segunda Categoría.   |

### Campeón
|                                       |
|                                       |
| Club Técnico Universitario 5.º título |